# Кемеровский радиотелецентр РТРС
Кемеровский областной радиотелевизионный передающий центр — филиал ФГУП «Российская телевизионная и радиовещательная сеть» в Кемеровской области. Основной оператор цифрового эфирного и аналогового эфирного теле- и радиовещания Кемеровской области. Единственный исполнитель мероприятий по строительству цифровой эфирной телесети в Кемеровской области в соответствии с федеральной целевой программой «Развитие телерадиовещания в Российской Федерации на 2009—2018 годы».
Кемеровский радиотелецентр РТРС обеспечивает 95,96 % жителей Кемеровской области 20-ю обязательными общедоступными телеканалами и тремя радиостанциями в стандарте DVB-T2, входящими в состав первого и второго мультиплексов цифрового эфирного телевидения, способствует развитию мобильной связи. Эфирную трансляцию в регионе обеспечивают 40 радиотелевизионных станций.

## История
В 1958 году началось строительство Кемеровского телецентра: были возведены помещение студии и два жилых дома. 22 апреля 1958 года в Кемерово состоялась первая пробная телевизионная трансляция. В эфире демонстрировался кинофильм «Семья Ульяновых». Смотреть телевизионные передачи могли только жители областного центра и близлежащих населённых пунктов в радиусе 60-70 км. Программы транслировались пять раз в неделю по 1,5 часа в день. 31 декабря 1958 года состоялась сдача в эксплуатацию всех объектов Кемеровского телецентра. Связисты ввели в строй телевизионный передатчик ТТР 5/2,5 кВт и двухпрограммную УКВ ЧМ радиостанцию «Дождь». В 1959 году началось строительство первой очереди радиорелейной линии Кемерово — Новокузнецк.
В 1960 году был сдан в эксплуатацию участок РРЛ Кемерово — Панфилово. В 1961 году начали работу построенные объекты РРЛ и радиотелевизионная станция Ленинска-Кузнецкого. Трансляция чёрно-белых передач Кемеровской студии телевидения велась передатчиком TV-331 производства Франции. Продолжительность вещания составляла три часа в сутки. В 1962 году была введена в строй РРЛ Ленинск-Кузнецкий — Новокузнецк, были построены объекты в Белово, Киселевске, Новокузнецке, организовано 240 телефонных каналов междугородной связи. В 1963 году на радиотелестанции Новокузнецка был смонтирован телевизионный передатчик «Игла» мощностью 5/1,5 кВт. Это позволило смотреть телевизионные передачи жителям Прокопьевска, Осинников, Мысков и других населённых пунктов. В 1965 году была введена в эксплуатацию радиотелевизионная станция в Анжеро-Судженске радиорелейной линией Кемерово — Анжеро-Судженск. В 1966 году был построен маломощный ретранслятор в Берикуле.
В 1967 году введена в эксплуатацию первая в Советском Союзе приёмная станция космической связи «Орбита», позволившая жителям Кузбасса смотреть Первую программу Центрального телевидения (ЦТ). 30 августа 1967 года Кемеровский телецентр был преобразован в дирекцию радиорелейной линии и ретрансляционной телевизионной станции. В 1969 году в Кемерово была введена в эксплуатацию телевизионная станция Второй программы ЦТ «Зона-1» чехословацкой фирмы «Тесла».
В 1970 году начался второй этап развития телевидения в Кузбассе. Он ознаменовался совершенствованием технической базы телевидения, внедрением Второй программы ЦТ и качественного цветного телевидения. В 1970 году состоялся запуск в эксплуатацию мощной ретрансляционной станции в Таштаголе. Радиотелецентр установил двухпрограммную УКВ ЧМ радиостанцию «Дождь-2» и телевизионную радиостанцию «Зона-1» для трансляции Первой программы ЦТ, радиорелейной линии Новокузнецк — Таштагол с оборудованием Р600-М. В 1972 году была введена в эксплуатацию мощная ретрансляционная станция в Междуреченске. В 1976 году завершилась реконструкция радиорелейной линии Анжеро-Судженск — Кемерово — Новокузнецк. Это дало возможность транслировать две программы телевидения, четыре программы радиовещания и организовать 1920 каналов междугородной телефонной связи на телевизионные станции Анжеро-Судженска, Ленинска-Кузнецкого и Новокузнецка. Реконструкция радиорелейной линии и подготовка телевизионных станций позволили почти во всей Кемеровской области принимать телепередачи в цветном изображении. В 1970 году был построен ретранслятор в Мундыбаше, а в 1973 году был построен ретранслятор в Темиртау. В 1977 году на телебашне в Кемерово была заменена с помощью вертолёта турникетная антенна на высоте 180 метров.
В 1981 году введены в эксплуатацию два приёмо-передающих комплекса системы «Экран» — КР10 в Чуазассе и Ортоне. В 1982 году начали работу радиорелейная линия Анжеро-Судженск — Юрга и телевизионная станция в Юрге. В 1983 году состоялся ввод в эксплуатацию радиорелейной линии на участке Мариинск — Ключевая для организации междугородной телефонной связи. Связисты реконструировали РРЛ Новокузнецк — Междуреченск. 1 января 1986 года Новокузнецкий радиотелевизионный передающий центр был ликвидирован, производственные структурные подразделения были переданы на баланс Кемеровскому радиотелецентру. В 1988 году началась установка в отдалённых населённых пунктах приёмо-передающих станций программы телевидения «Москва-ФТР». В тот же период начался третий этап в развитии телевидения Кузбасса — развитие Третьей программы телевидения. Прежде других она появилась в Новокузнецке.
В 1991 году в Междуреченске началось вещание коммерческой телевизионной программы. В 1992 году учреждено государственное предприятие «Кемеровский областной радиотелевизионный передающий центр». В 1996 году в Кемерово организована трансляция коммерческой телевизионной программы и двух коммерческих радиовещательных программ. 3 декабря 1998 года ФГУПС «Кемеровский областной радиотелевизионный передающий центр» реорганизован в филиал ВГТРК «Кемеровский ОРТПЦ».
1 января 2002 года филиал ВГТРК «Кемеровский ОРТПЦ» реорганизован в филиал РТРС «Кемеровский ОРТПЦ».
29 ноября 2016 года филиал РТРС «Кемеровский ОРТПЦ» завершил строительство сети эфирного вещания пакета цифровых телеканалов РТРС-1 (первый мультиплекс) в Кемеровской области. В 2017 году кузбассовцам также стали доступны региональные программы на телеканалах «Россия 1», «Россия 24» и радиостанции «Радио России» в составе первого мультиплекса.
15 апреля 2019 года Кемеровская область отключила аналоговое вещание федеральных телеканалов и полностью перешла на цифровое телевидение. Регион вошел во второй этап отключения вместе еще с шестью регионами согласно плану, утвержденному решением Правительственной комиссии по развитию телерадиовещания от 29 ноября 2018 года.
С 11:45 по местному времени в области прекратили телевизионную трансляцию 163 аналоговых передатчика. Отключение аналогового вещания транслировалось в прямом эфире ГТРК «Кузбасс».
Подключиться к цифровому эфирному телевидению жителям региона помогали более 3 тысяч волонтеров, подготовленных РТРС.
В Кемеровской области построены 40 цифровых объектов связи. 20 цифровых эфирных телеканалов доступны для 95,96 % населения области. Работу в аналоговом формате продолжают семь региональных телеканалов.

## Развитие радиовещания: сеть ВГТРК
Кемеровский филиал РТРС ввёл в эксплуатацию в регионе сеть FM-вещания радиостанций «Радио России», «Маяк» и «Вести ФМ». Это часть совместной программы РТРС и ВГТРК по развитию эфирного радиовещания. В 2017—2021 годах в 12 населенных пунктах Кемеровской области начата трансляция «Радио России» в FM-диапазоне, в Кемерово и Новокузнецке — всех трёх основных радиостанций медиахолдинга.

## Организация вещания
РТРС транслирует в Кемеровской области:
- 20 телеканалов и 3 радиоканала в цифровом формате;
- 2 телеканала и 10 радиоканалов в аналоговом формате[20].

Инфраструктура эфирного телерадиовещания кемеровского филиала РТРС включает:
- областной радиотелецентр;
- центр формирования мультиплексов;
- 2 производственных территориальных подразделения (цеха);
- 5 радиотелевизионных передающих станций;
- 41 антенно-мачтовых сооружения;
- 1 передающая земная станция спутниковой связи для врезки региональных телерадиоканалов первого мультиплекса;
- 81 приемную земную станцию спутниковой связи;
- 88 цифровых телевизионных передатчиков;
- 2 аналоговых телевизионных передатчика;
- 22 радиовещательных передатчика;
- 28 точек присоединения операторов кабельного телевидения: Анжеро-Судженск, Зеленогорский, Кемерово (10), Каз, Киселевск, Ленинск-Кузнецкий, Малиновка, Междуреченск (2), Мыски (Притомский), Новокузнецк (7), Шерегеш, Юрга;
- 40 устройств замещения регионального контента (реплейсеров);
- 27 устройств вставки локального контента (сплайсеров).

## Награды
«Предприятие высокой культуры производства», получил переходящее Красное Знамя Министерства связи РСФСР и Памятный знак за достижение наивысших результатов в областном социалистическом соревновании в XI пятилетке.
Радиотелецентр завоевал Гран-при в международной программе «Партнерство ради прогресса» (1998), неоднократно становился призером и победителем ежегодного корпоративного конкурса РТРС.

## Создание ТелеАллеи
6 апреля 2019 года в рамках Всероссийской акции «ТелеАллея» в Кемерово высадили 20 деревьев. Мероприятие посвященная переходу на цифровое ТВ-вещание. Двадцать хвойных деревьев по количеству телеканалов в двух мультиплексах. Каждому дереву присвоено название одного из двадцати телеканалов.
В создании Аллеи телевещания и посадке деревьев в кемеровском сквере жилого комплекса «Золотые купола» приняли участие заместитель губернатора Андрей Панов, директор Кемеровского ОРТПЦ Иван Макущенко, и.о. начальника областного департамента транспорта и связи Дмитрий Антипов, а также представители федеральных телевизионных каналов.